# Cendrecourt
Cendrecourt ist eine Gemeinde im französischen Département Haute-Saône in der Region Bourgogne-Franche-Comté.

## Geographie
Cendrecourt liegt auf einer Höhe von 231 m über dem Meeresspiegel, drei Kilometer nordöstlich von Jussey und etwa 30 Kilometer nordwestlich der Stadt Vesoul (Luftlinie). Das Dorf erstreckt sich im nordwestlichen Teil des Departements, leicht erhöht am östlichen Rand der breiten Talniederung der Saône.
Die Fläche des 9,31 km² großen Gemeindegebiets umfasst einen Abschnitt im Bereich des oberen Saônetals. Die westliche Grenze verläuft meist entlang der Saône, die hier durch eine rund zwei Kilometer breite Alluvialniederung nach Süden fließt. Die Talaue liegt durchschnittlich auf 215 m und wird überwiegend landwirtschaftlich genutzt. Der Fluss ist kanalisiert und zur Wasserstraße ausgebaut; im Abschnitt von Cendrecourt befinden sich zwei Schleusenwerke. Reste des alten Laufs mit mehreren kleinen Schleifen sind vorhanden.
Vom Flusslauf erstreckt sich das Gemeindeareal ostwärts über die Talaue bis in die angrenzende, leicht gewellte Landschaft, die durch Mulden kurzer Seitenbäche der Saône (darunter der Ruisseau de Mievillers) untergliedert wird. Gegen Nordosten steigt das Gelände zur Hochfläche von Magny und zum Bois Lajux an. Hier wird mit 293 m die höchste Erhebung von Cendrecourt erreicht. In geologisch-tektonischer Hinsicht besteht das Gelände aus einer Wechsellagerung von sandig-mergeligen und kalkigen Sedimenten, die zur Hauptsache während der Lias (Unterjura) abgelagert wurden.
Nachbargemeinden von Cendrecourt sind Ormoy und Magny-lès-Jussey im Norden, Tartécourt und Montureux-lès-Baulay im Osten, Jussey im Süden sowie Betaucourt im Westen.

## Geschichte
Das Gebiet von Cendrecourt war schon sehr früh bewohnt, wovon Überreste eines neolithischen Siedlungsplatzes zeugen. Im Mittelalter gehörte Cendrecourt zur Freigrafschaft Burgund und darin zum Gebiet des Bailliage d’Amont. Die Existenz der Adelsfamilie, die sich nach dem Ort benannte, ist seit 1151 urkundlich belegt. 1596 erlosch der Stamm. Das Kloster Cherlieu hatte ebenfalls Güter- und Grundbesitz im Dorf. Mievillers bildete eine Grangie, die eine wichtige Furt der Saône überwachte. Zusammen mit der Franche-Comté gelangte Cendrecourt mit dem Frieden von Nimwegen 1678 definitiv an Frankreich.

## Sehenswürdigkeiten
Die Dorfkirche St-Laurent wurde im 18. Jahrhundert neu erbaut und besitzt Gemälde und Statuen aus dem 17./18. Jahrhundert. Der ehemalige Herrschaftssitz aus dem 14. Jahrhundert mit Zugbrücke und Rundtürmen wird heute als Landwirtschaftsbetrieb genutzt. Am Ortsrand befindet sich ein Lavoir aus dem 19. Jahrhundert, das einst als Waschhaus und Viehtränke diente.

## Bevölkerung
| Jahr                       | 1962 | 1968 | 1975 | 1982 | 1990 | 1999 | 2006 |
| Einwohner                  | 318  | 268  | 242  | 214  | 214  | 233  | 213  |
| Quellen: Cassini und INSEE |      |      |      |      |      |      |      |

Mit 202 Einwohnern (1. Januar 2022) gehört Cendrecourt zu den kleinen Gemeinden des Département Haute-Saône. Nachdem die Einwohnerzahl in der ersten Hälfte des 20. Jahrhunderts deutlich abgenommen hatte (1886 wurden noch 636 Personen gezählt), wurden seit Beginn der 1980er Jahre nur noch geringe Schwankungen verzeichnet.

## Wirtschaft und Infrastruktur
Cendrecourt war bis weit ins 20. Jahrhundert hinein ein vorwiegend durch die Landwirtschaft (Ackerbau, Weinbau und Viehzucht) und die Forstwirtschaft geprägtes Dorf. Heute gibt es einige Betriebe des lokalen Kleingewerbes. In den letzten Jahrzehnten hat sich das Dorf zu einer Wohngemeinde gewandelt. Viele Erwerbstätige sind deshalb Wegpendler, die in den größeren Ortschaften der Umgebung ihrer Arbeit nachgehen.
Die Ortschaft liegt abseits der größeren Durchgangsachsen an einer Departementsstraße, die von Jussey nach Contréglise führt. Weitere Straßenverbindungen bestehen mit Magny-lès-Jussey und Betaucourt. Durch das Gebiet verläuft die Eisenbahnlinie von Vesoul nach Langres. Der nächste Bahnhof befindet sich in Jussey, ist jedoch für den Personenverkehr stillgelegt.

## Persönlichkeiten
- Wolfgang Kermer (* 1935), em. Prof. für Kunstgeschichte, ehem. Rektor der Staatlichen Akademie der Bildenden Künste Stuttgart
- France Kermer (* 1945), Kunstpädagogin, Malerin und Autorin
- Albert Ricois, ehem. Bürgermeister von Cendrecourt, Ortshistoriker und Autor